# 想い出ブレイカー
「想い出ブレイカー」（おもいでブレイカー）は、日本の3人組男性ダンスボーカルグループ、Leadの24枚目のシングル。2014年9月17日にポニーキャニオンより発売された。

## 概要
初回盤3形態と通常盤の4形態での発売。初回盤の3曲目にはメンバーが作詞、作曲した楽曲が収録されており、Aには谷内伸也がラップに挑戦した楽曲が収録されている。DVDはAとBで収録内容が異なる。

## 収録曲
初回盤A
1. 想い出ブレイカー
2. Summer Love Story
3. 君と歩く未来
谷内伸也作詞＆RAP
4. 想い出ブレイカー (Instrumental)
5. Summer Love Story (Instrumental)
6. 君と歩く未来 (Instrumental)

初回盤B
1. 想い出ブレイカー
2. Summer Love Story
3. Fairy tale
鍵本輝作曲＆トラック製作
4. 想い出ブレイカー (Instrumental)
5. Summer Love Story (Instrumental)
6. Fairy tale (Instrumental)

初回盤C
1. 想い出ブレイカー
2. Summer Love Story
3. 線香花火
古屋敬多作詞
4. 想い出ブレイカー (Instrumental)
5. Summer Love Story (Instrumental)
6. 線香花火 (Instrumental)

通常盤
1. 想い出ブレイカー
2. Summer Love Story
3. 想い出ブレイカー (Instrumental)
4. Summer Love Story (Instrumental)

### DVD
初回盤A
1. 想い出ブレイカーMusic Video
2. 想い出ブレイカーMusic Video OFF SHOT

初回盤B
1. 想い出ブレイカーMusic Video Dance Ver.
2. 想い出ブレイカーMaking&Interview